# Tyendinaga (canton)
Tyendinaga est un canton de la province canadienne de l'Ontario, situé précisément dans le comté d'Hastings. La population est de 4 297 habitants lors du recensement de 2016.
Le canton est limitrophe de la réserve mohawk de Tyendinaga.

## Localités
Le canton comprend les localités de Albert, Blessington, Chisholms Mills, Ebenezer, Halston, Kingsford, Lonsdale, Lonsdale Station, Melrose, Marysville, Milltown, Myrehall, Naphan, Read et Shannonville.